# 重庆市第一中学校
重庆市第一中学校创建于1931年，是重庆市教委原直属的七所中学之一，重庆市首批重点中学。
重庆一中是全国示范性中学、全国语言文字工作先进集体、全国艺术教育工作先进集体、全国体育卫生工作先进集体、全国现代教育实验学校、全国学校对口支援工作先进单位、全国模范职工之家、全国精神文明建设先进集体、全国后勤管理先进单位、全国教育系统先进集体、中国百强中学、全国百强特色校、全国特色教学示范中学、首批全国中小学中华优秀文化艺术传承学校、全国百佳艺术教育单位、重庆市文明单位、重庆市十佳园林单位。
一中拥有正高级教师 22 人，特级教师 19 人，高级教师 279 人，国家、省市级骨干教师 43 人，外籍教师 13 人。
2018年，一中与重庆大学图书馆达成战略合作关系。

## 历史
- 1931年，重庆市市立中学开办，校址在重庆石灰市，后迁两浮支路。
- 抗战期间，国民政府军委会政治部进驻学校，周恩来、郭沫若、胡愈之、田汉等在一中办公。学者晏阳初、梁漱溟、黄炎培、陈望道、马寅初、潘菽等曾来校讲学。
- 1946年，重庆市立二中开办，校址在小龙坎、山洞等地。
- 1950年，重庆市市中学和市立二中合并，更名为四川省重庆市第一中学校。
- 1953年，被重庆市政府命名为重庆市重点中学，校址在沙坪坝沙南街。
- 1981年，学校被命名为四川省重点中学，重庆直辖后命名为重庆市教委直属的重点中学。
- 1997年，更名为重庆市第一中学校。

## 历届校长
- 文艺陶（1949—1951）[7]
- 邓垦（1952—1953）[8]
- 甘道铭（1953—1978）[7]
- 刘锡崑（1978—1984）[9]
- 周远明（1984—1988）[9]
- 滕志成（1988—2001）[10]
- 鲁善坤（2001—2015）[11]
- 唐宏宇（2015—2023）[12]
- 毛明山（2023—今）[13]

## 校区
本部重庆一中：位于重庆市文化中心沙坪坝区，与重庆另外两所知名中学重庆南开中学和重庆八中比邻。
另设有分校：重庆一中大学城分校、重庆市名校联合中学校、重庆一中寄宿学校、重庆一中国际实验分校（后更名为重庆市第一双语学校）、重庆一中皇冠校区、重庆一中巴南校区。

## 校园文化
- 校训：明礼崇德，求知求真
  - “明礼”， 简单地说就是知礼、守礼。礼出自［春秋］“居礼而行简。”“礼之用，和为贵。”校训“明礼”即讲文明，懂礼仪。懂礼貌、知礼节，知书然后达礼，是对师生行为规范的最基本要求。礼是立身之本，学校弘扬中华传统美德，提出以“明五礼知五耻”为内容，寓意做人要明五礼，即：仁、义、诚、敬、孝；知五耻，即懒、贪、奢、浮、愚。
  - “崇德”，出自《论语 颜渊》：“主忠信，徙义，崇德也。”《荀子》:“君子崇人之德，扬人之善，非馅谈也”。校训意在告诫师生彰明伦理，完善品德修养，在遵守基本行为准则的基础上，追求更高的思想道德目标。体现了“育人为本、德育为先”的办学指导思想。
  - 校训从“为人”的角度倡导“明礼崇德”，就是要让师生首先做一个有礼貌、有道德的人，不断修身律己。而“知”和“真”重在培养学生的科学知识以及追求真理的精神，这是在社会主义核心价值观的国家层面和社会层面的“重庆一中表达”。[14]
- 校风：爱国爱校，尊师爱生，朴实勤奋，改革创新
- 教风：崇德、敬业、博学、严谨
- 学风：励志、笃学、乐群、力行
- 办学理念：尊重自由，激发自觉
- 校歌：
  - 作词：刘天倪；作曲:文光旭
  - 歌词：歌乐山高，嘉陵水长，嘉陵水长。唯我学校，一市之光。彬彬学子，济济一堂。爱我学校，爱我家邦。
- 校庆日：4月21日。取自1949年4月21日市立一中、二中与市立师范联合举行的“反饥饿、反迫害”大规模学生游行示威活动。
- 2021年4月21日，适逢重庆一中90周年校庆，在校庆活动中，学校第一分会场举行了钱学森“大成智慧教育”实践班授牌仪式，钱学森之子钱永刚做了学术报告《打造国之重器，铸就科技丰碑》。

## 校园环境
校本部占地220多亩，以“四·二一”广场为中心，由教学大楼、逸夫楼、体育馆、科技楼、艺术大楼、项家院组成主题建筑群，另有迎霞湖、尊师亭、红领巾林等绿化景观。1952年学校将次日定为校庆日。
位于沙坪坝的本部校区中，有一座历史建筑项家院，其牌匾由著名帝师翁同龢书写。

## 知名校友
- 宋振骐 中国科学院院士，矿山压力及岩层控制学家
- 李惕碚 中国科学院院士，高能天体物理学家
- 张炳炎 中国工程院院士，舰船工程专家
- 张光义 中国工程院院士，雷达工程专家
- 傅依备 中国工程院院士，核化学与化工专家
- 任育之 国家能源局煤炭司副司长
- 朱华荣 中国长安汽车集团董事长、党委书记
- 向波涛 清华大学党委常委、副书记
- 沈伯俊 中国《三国演义》学会常务副会长兼秘书长、四川省学术带头人
- 刘明侦 28岁即担任电子科技大学材料与能源学院副院长
- 刘   鹏曾任国家体育总局局长、党组书记。现任中国奥林匹克委员会名誉主席。
- 陈传东 中华人民共和国外交官，曾任外交部办公厅副主任，现任驻约旦哈希姆王国特命全权大使
- 古   力 围棋运动员，世界冠军
- 尹明善 力帆集团创始人 董事长
- 秦方 中央电视台主持人
- 李克美 齿轮专家[15]

## 姊妹学校

### 高尔学院
2022年3月1日，重庆市第一中学校与威尔士的高尔学院线上连线，举行了建立学校伙伴关系的签约仪式。